# Parc naturel régional du Haut-Jura
Le parc naturel régional du Haut-Jura est un parc naturel régional français, créé le 10 février 1986 dans le sud-ouest du massif du Jura en France, à cheval sur les régions de Bourgogne-Franche-Comté et d'Auvergne-Rhône-Alpes (Ain), en bordure de la frontière avec la Suisse. D'une superficie de près de 178 000 hectares, il regroupe 109 communes adhérentes et 7 villes-portes soit une population d'environ 101 000 habitants.
C'est un parc naturel régional et un territoire rural habité, reconnu au niveau national (labellisation par le ministère de l'Écologie) pour sa valeur patrimoniale et paysagère. Il s'organise autour d'un projet concerté de développement durable, fondé sur la protection et la valorisation de ses patrimoines naturels et culturels.

## Présentation

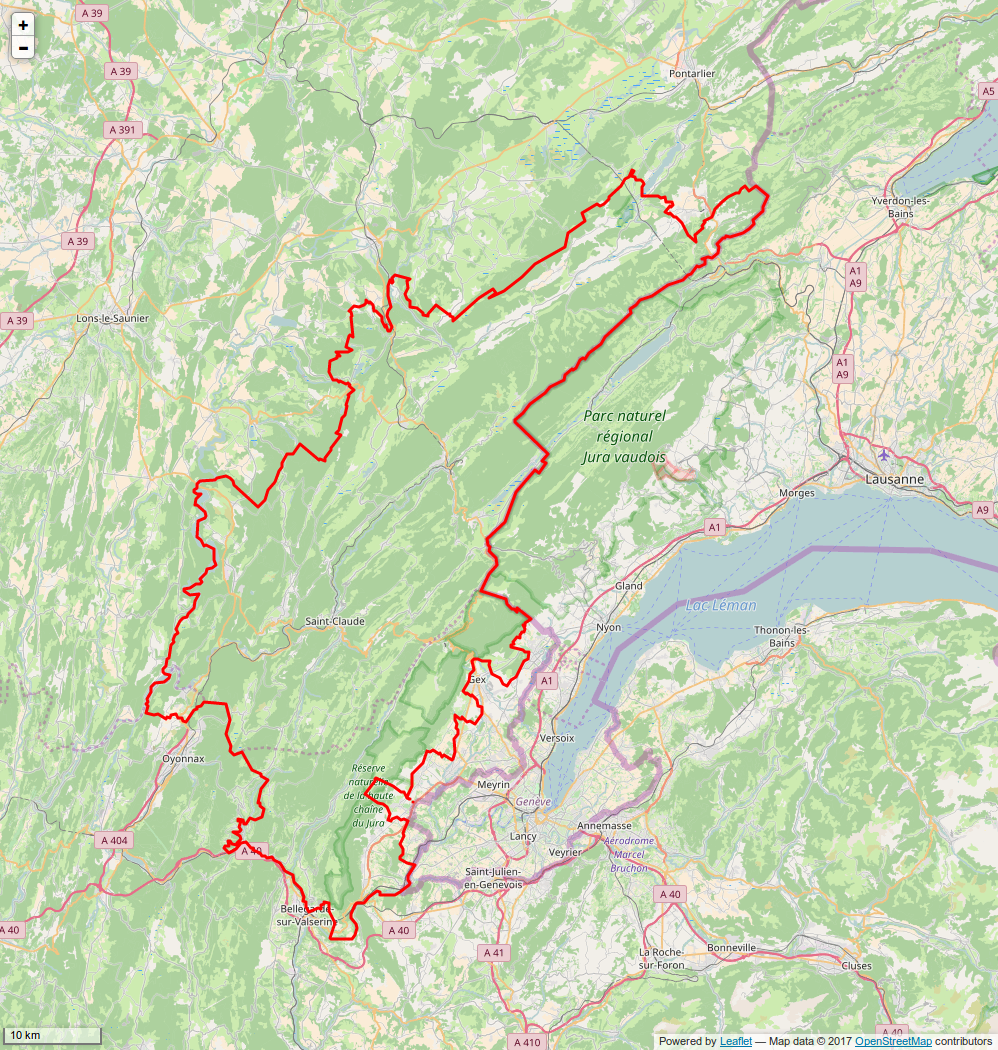
Périmètre du PNR.

Le parc naturel régional du Haut-Jura est créé le 10 février 1986, et regroupait alors trente-sept communes. Le Parc s'est agrandi au fil des années et des renouvellements de chartes. Aujourd'hui, 109 communes adhèrent à la nouvelle charte validée en 2010. Il s'étend sur près de 178 000 hectares à travers trois départements : l'Ain, le Doubs et le Jura et de deux régions : Bourgogne-Franche-Comté et Auvergne-Rhône-Alpes.
Dans le Doubs et le Jura, le Parc est limitrophe du parc naturel régional Jura vaudois situé en Suisse.

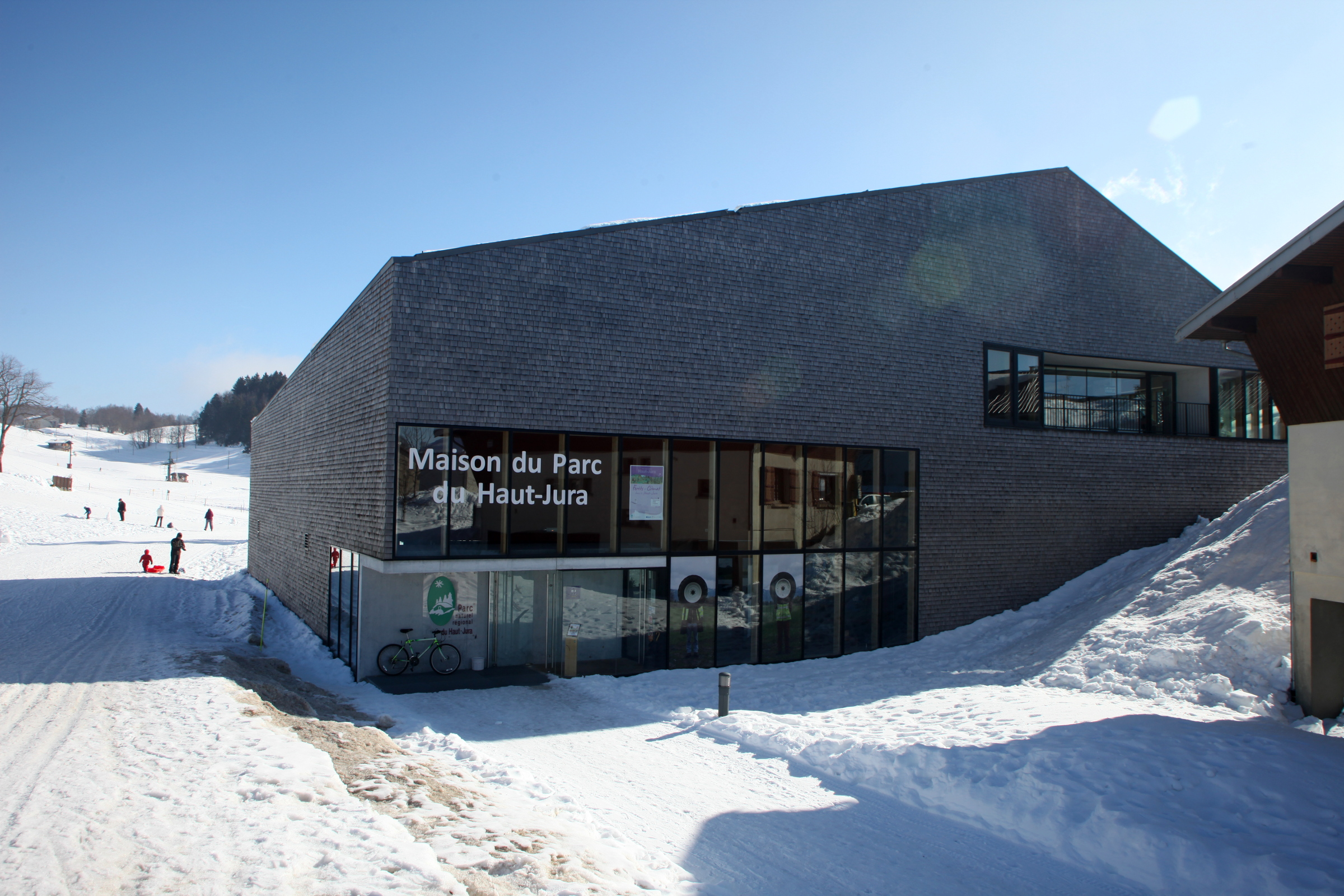
Maison du Parc à Lajoux.

En périphérie du territoire du Parc, les villes-portes sont des centres urbains importants dont la densité de l'urbanisme ne permet pas un classement en tant que Parc naturel régional. Pour autant, de par leurs influences, les échanges et les zones d'emplois qu'elles représentent et aussi vu l'importance des populations concernées, le quotidien de ces villes est lié au territoire du Parc. Elles constituent donc des villes-portes qui adhèrent aussi au Parc du Haut-Jura. Ces villes sont : Divonne-les-Bains, Gex, Valserhône, la Communauté de communes Haut-Bugey Agglomération, Ferney-Voltaire, Champagnole et Pontarlier (ces trois dernières ne possèdent pas de territoire dans le périmètre classé du Parc).
Le siège administratif du Parc est basé à Lajoux. Au-delà du fonctionnement administratif, la Maison du Parc est ouverte tout au long de l'année au public. À cet endroit, une exposition permanente donne des détails sur le Parc de manière ludique et pédagogique. Des animations culturelles, "les RDV du Parc", sont également programmées tout au long de l'année, de même que des animations pédagogiques pour le public scolaire.
La « Maison du Parc » a été construite en 2006 par les architectes Tectoniques et AAS Architectures Adelfo Scaranello.

## Fonctionnement
Le Parc est administré par un Syndicat mixte et fonctionne comme une collectivité locale. Il est administré par des élus, délégués de chaque collectivité membre. Ces délégués sont élus au sein des conseils municipaux, intercommunaux, départementaux et régionaux. Ils sont réunis en Comité syndical, en bureau et en commissions.
Pour un Parc, la Charte est le document qui contient le projet du territoire, ses objectifs et les actions pour les atteindre. Construit avec l'ensemble des acteurs du territoire, elle est signée pour une période de quinze ans. En signant la Charte du Parc, les communes et communautés de communes s'engagent à mettre en œuvre ses principes et ses actions. La Charte actuelle du Parc naturel régional du Haut-jura a été validée lors du Comité Syndical du 13 février 2010 à Saint-Claude. Le décret de classement est paru au Journal Officiel du 3 avril 2011.

Logo du PNR.

La charte est le fruit d'une mobilisation de nombreux partenaires, acteurs et habitants du territoire. Son approche est transversale, engageant collectivement la montagne jurassienne jusqu'en 2025. La charte 2010-2022 s'articule en 3 vocations :
- vocation 1 : un territoire construit vivant et animé ensemble ;
- vocation 2 : un territoire responsable de son environnement ;
- vocation 3 : un territoire qui donne de la valeur à son économie[10].

## Communes adhérentes
Actuellement, 109 communes et 10 communautés de communes ont signé le projet commun inscrit dans la Charte du Parc, s'engageant ainsi à en respecter les principes et les objectifs. 26 de ces communes sont situées dans l'Ain, 20 dans le Doubs et 60 dans le département du Jura.
Sur les 106 communes : 99 communes entièrement dans le périmètre classé Parc naturel régional ; 4 communes partiellement dans le périmètre classé Parc naturel régional (Saint-Germain-de-Joux, Thoiry, Sergy et Grilly) ; 3 communes partiellement dans le périmètre classé Parc naturel régional et villes-portes (Valserhône, Gex, Divonne-les-Bains)
Par ailleurs, le Parc compte 7 villes-portes Divonne-les-Bains, Gex, Valserhône, la Communauté de communes Haut-Bugey Agglomération, Ferney-Voltaire, Champagnole et Pontarlier (ces trois dernières ne possèdent pas de territoire dans le périmètre classé du Parc) : 3 sont partiellement classées : Gex, Divonne-les-Bains et Valserhône ; 3 sont situées hors périmètre classé : Champagnole, Pontarlier, Ferney-Voltaire et Haut-Bugey Agglomération est un EPCI ville-porte (comprenant 2 communes classées dans le périmètre : Dortan et Belleydoux).
Par ailleurs dans la mise en œuvre de sa charte, le Parc peut être amené ponctuellement à collaborer avec des communes ou EPCI limitrophes pour impulser et animer des actions nécessaires au maintien de la qualité de leur territoire. C'est le cas par exemple pour le déploiement de la GEMAPI (Gestion des milieux aquatiques et prévention du risque inondation) pour laquelle les Communautés de communes Pays des Lacs, Orgelet et Petite Montagne (aujourd'hui membre de la communauté de communes Terre d'Émeraude Communauté) ont confié au Parc cette compétence dans une logique de cohérence à l'échelle du bassin versant de la Haute-Vallée de l'Ain et de l'Orbe.

## Les missions du Parc
Les Parcs naturels régionaux ont pour vocation d’asseoir un développement économique et social du territoire, tout en préservant et valorisant le patrimoine naturel, culturel et paysager. La richesse d'un Parc réside dans la transversalité dont il fait preuve, en intégrant les enjeux de protection de l'environnement à son projet de territoire.
Les cinq missions d'un Parc naturel régional sont définies par le Code de l'Environnement (article R333-4) :
1. Qualité et caractère du patrimoine naturel, culturel et paysager, représentant une entité remarquable pour la ou les régions concernées et comportant un intérêt reconnu au niveau national. Le territoire est délimité de façon cohérente et pertinente au regard de ce patrimoine en tenant compte des éléments pouvant déprécier la qualité et la valeur patrimoniales du territoire ;
2. Qualité du projet présenté ;
3. Capacité de l'organisme chargé de l'aménagement et de la gestion du parc naturel régional à conduire le projet de façon cohérente ;
4. Détermination de l'ensemble des collectivités et groupements intéressés à mener à bien le projet.

Le Parc naturel régional du Haut-Jura mobilise ainsi une équipe pluridisciplinaire et intervient ainsi dans différents domaines : architecture, urbanisme et patrimoine bâti ; mobilité et transition énergétique ; innovation sociale et économique ; filières et produits agricoles ; forêt et filière bois : milieux naturels et biodiversité ; eau, rivières et milieux humides ; éco-tourisme et activités de pleine nature ; éducation au territoire et culture.

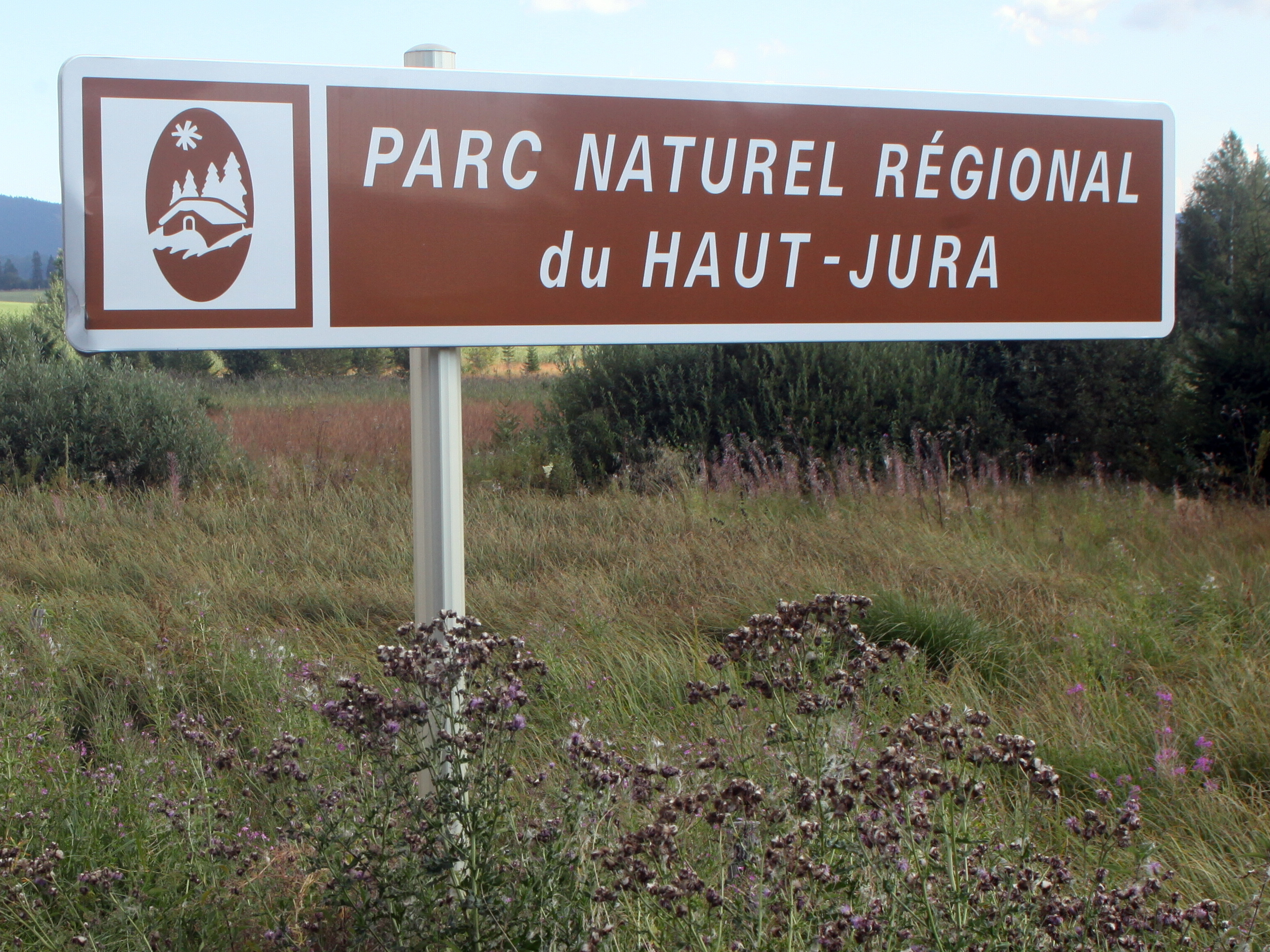
Entrée du Parc

## Actions de préservation de l'environnement
Pour éviter le piétinement par les visiteurs et préserver la faune et la flore des tourbières de Frasnes, un parcours de randonnée de 400 mètres sur piloris a été créé. Ces tourbières avaient été précédemment exploitées et dégradées pour en extraire du combustible. Elles sont sensibles également au changement climatique : « Ce qui nous inquiète maintenant, ce sont les étés plus secs, plus chauds qui provoquent une grosse évaporation, il a fallu des milliers d’années pour faire les tourbières, mais elles peuvent disparaître en très peu de temps », explique ainsi Geneviève Magnon, chargée de mission zones humides de l’Etablissement public d’aménagement et de gestion de l’eau Haut-Doubs Haute-Loue.
Une nouvelle charte du Parc naturel du Haut-Jura pour la période 2026-2041 met d'ailleurs en exergue 19 actions pour lutter contre l'impact de ce changement climatique.

## Patrimoine culturel

### Nature in solidum
Le Parc naturel régional du Haut-Jura, accompagné par la DRAC de Bourgogne-Franche-Comté et COAL, a lancé une démarche de valorisation artistique de son territoire, intitulée Nature in Solidum. Par le biais de résidences et de commandes artistiques, le Parc aborde les grands enjeux écologiques auxquels le Haut-Jura doit faire face. Ce programme a pour but de fédérer artistes, collectivités, entreprises et acteurs locaux. Ce programme artistique concerne actuellement sept communes du Parc du Haut-Jura: Moirans-en-Montagne, La Pesse, Avignon-lès-Saint-Claude, Jeurre, Morez, Divonne-les-Bains et Coteaux du Lizon,.

## Galerie

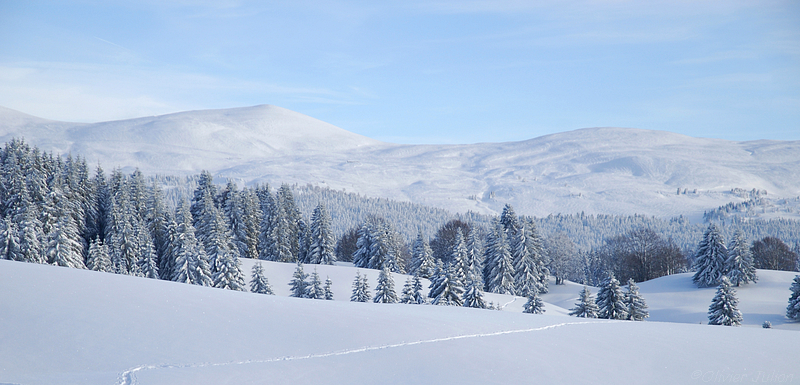
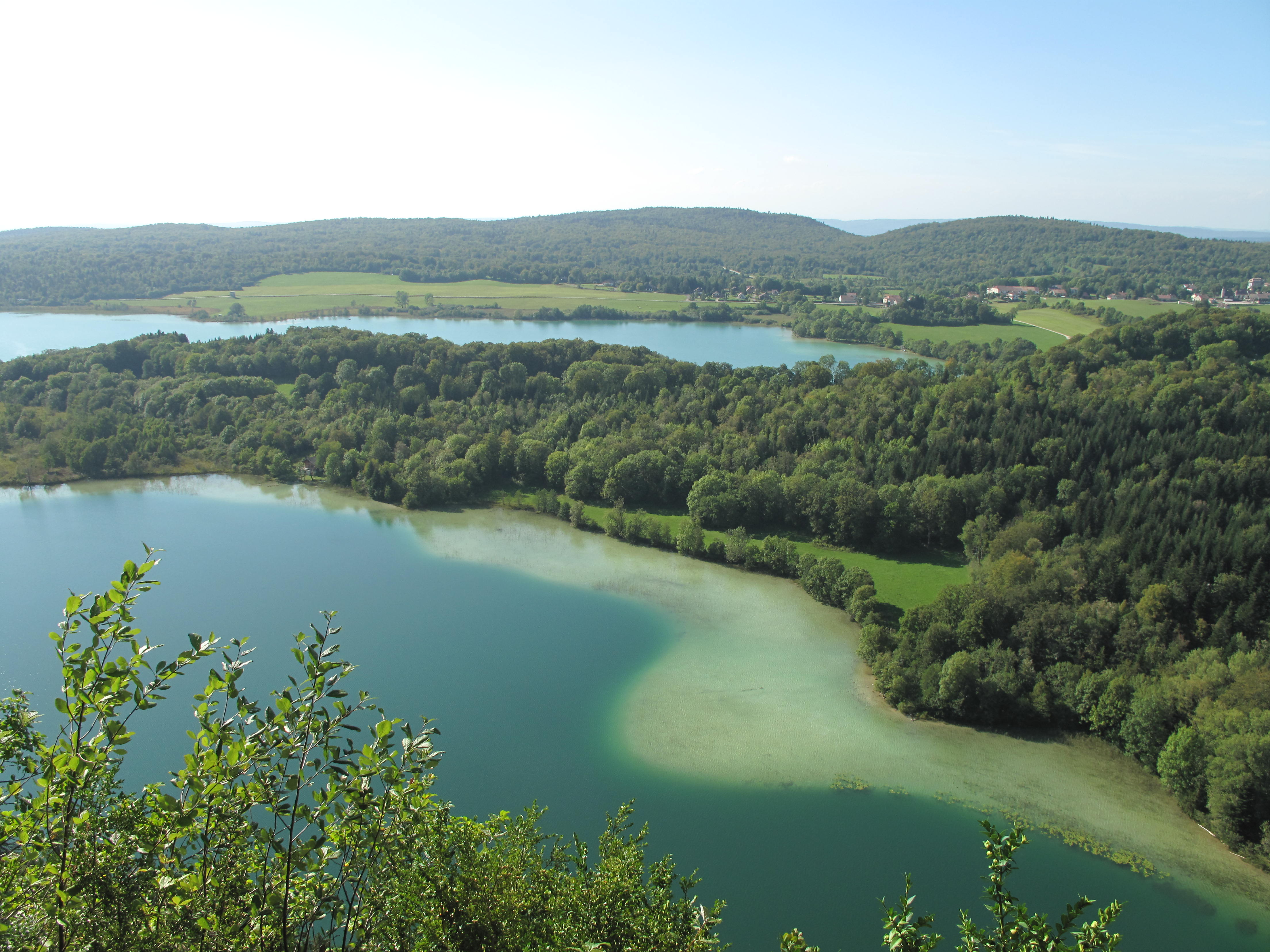
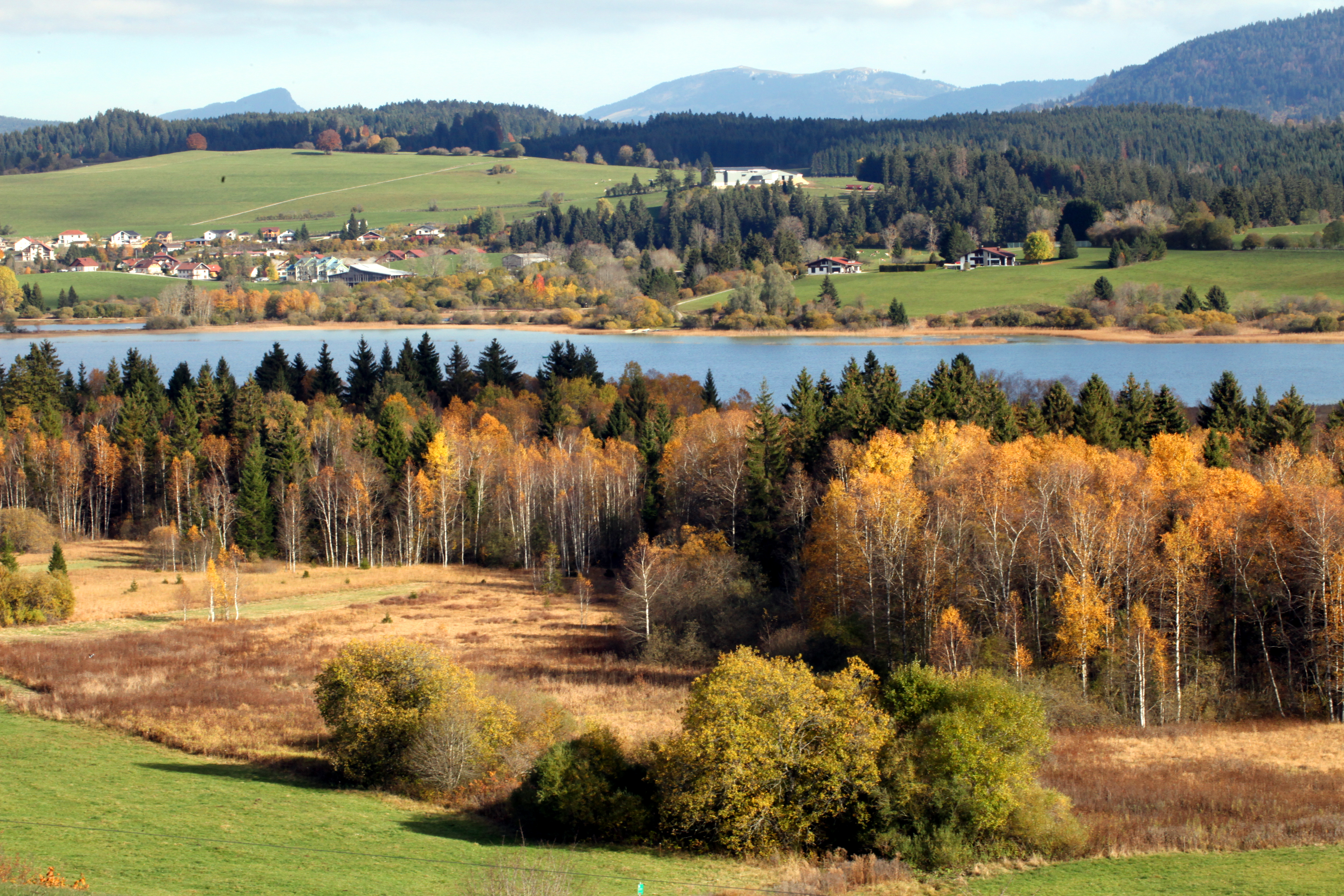
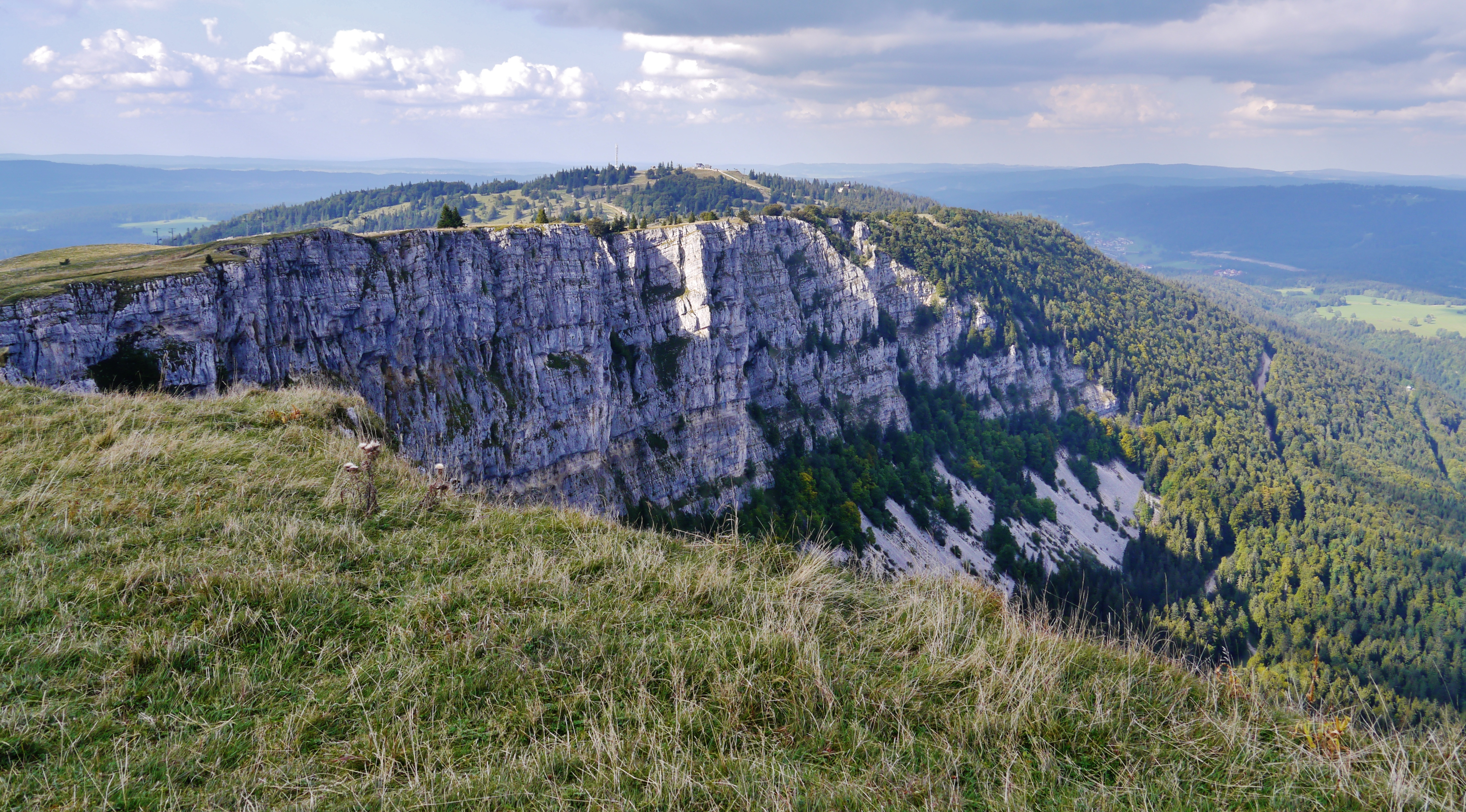
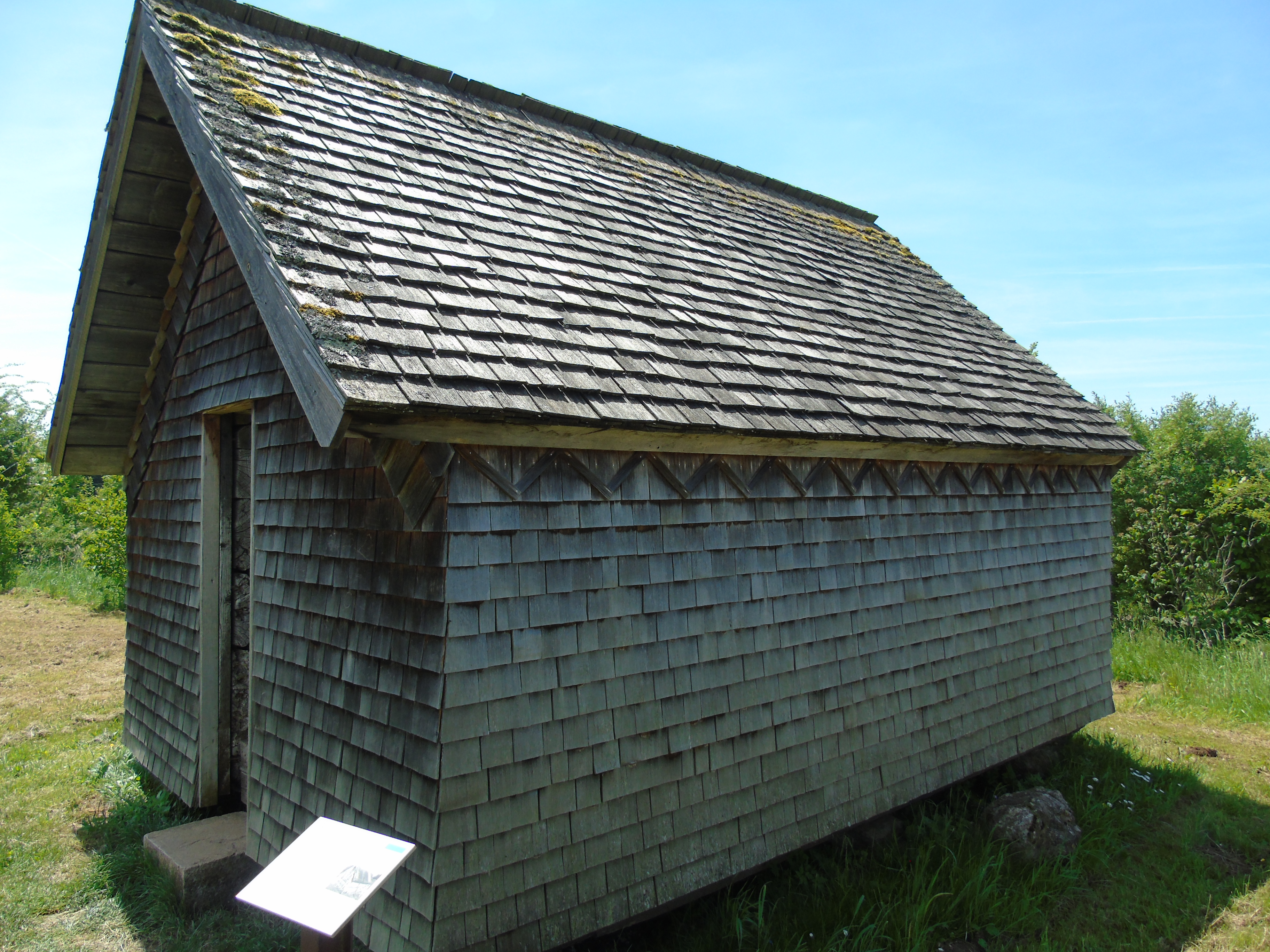
Grenier-fort en tavaillons
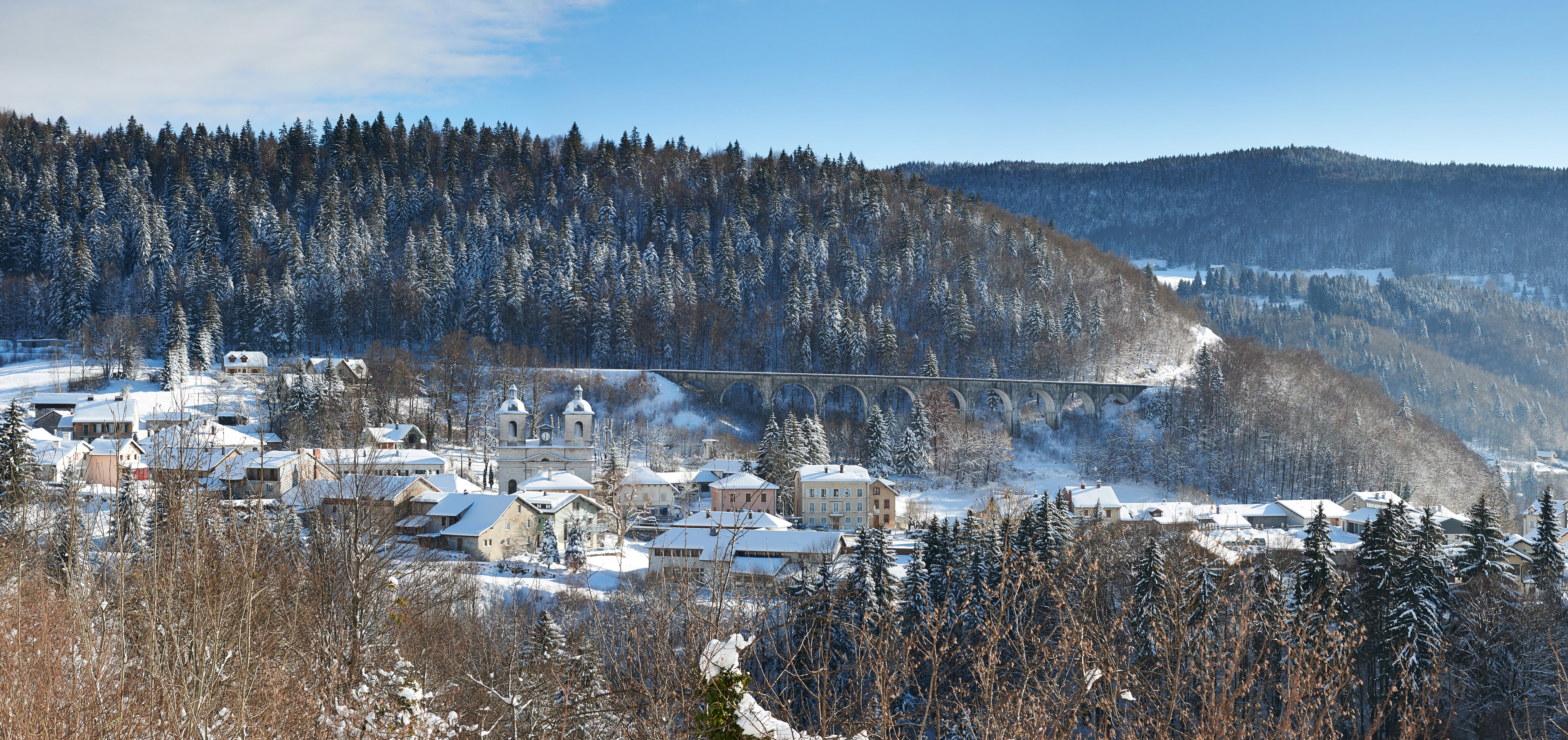
Vue sur Morbier
Bellecombe, sur la piste de la Grande Traversée du Jura (GTJ)